# Bismutgermanat
Bismutgermanat (BGO) ist eine Verbindung von Bismut und Germanium. Es wird seit Anfang der 1970er-Jahre in Szintillatoren hauptsächlich zur Messung von Gammastrahlung verwendet.

## Gewinnung
Die kommerziell erhältlichen Kristalle werden mit Hilfe des Czochralski-Verfahrens aus stöchiometrischen Schmelzen von Bismut(III)-oxid und Germanium(IV)-oxid gezogen. Einkristalle wurden erstmals 1965 von Nitsche als Ersatz für Eulytin gezogen.

## Eigenschaften
Bismutgermanat ist ein farbloser Feststoff. Er besitzt eine kubische Kristallstruktur mit der Raumgruppe I43d (Raumgruppen-Nr. 220).
Das Szintillationslicht von Bismutgermanat hat eine Wellenlänge im Bereich von 375 bis 650 nm mit einem Maximum bei 480 nm. Pro MeV Energie des einfallenden Gammaquants entstehen etwa 8.500 Szintillations-Photonen, die Szintillationseffizienz ist also hoch. BGO ist recht strahlenfest, seine Werte bleiben bis zu 5·104 Gy stabil. Es ist mechanisch recht stabil und nicht hygroskopisch. Es hat im Bereich zwischen 5 und 20 MeV eine gute Auflösung. Der lineare Schwächungskoeffizient µ bei der für die Positronen-Emissions-Tomographie (PET) wichtigen Photonenenergie von 511 keV beträgt 0,96 cm−1. Die Zeitkonstante für das Abklingen einer Szintillation beträgt 350 ns. BGO hat die höchste Sensitivität aller für die PET eingesetzten Szintillatoren. Der u. a. von Kernladungszahl und Wirkungsquerschnitt abhängige Photoeffektanteil µr bei Photonen einer Energie von 511 keV beträgt 43 %. Es ist der am häufigsten benutzte Szintillator auf Oxidbasis. Seine Szintillation wurde 1973 von  M.J. Weber und R.R. Monchamp entdeckt.

## Verwendung
Es wird außer für die PET auch in Detektoren der Teilchenphysik, der Weltraumphysik, für geologische Exploration eingesetzt. Arrays von Bismutgermanat werden auch in der Gammaspektroskopie verwendet.

## Bi12GeO20
Neben Bi4Ge3O12 ist mit Bi12GeO20 ein weiteres Bismutgermanat bekannt. Durch seinen hohen elektrooptischen Koeffizienten von 3,3 pm/V ist es interessant für nichtlineare optische Bauteile (z. B. Pockels-Zelle) und fotorefraktive Elemente für den Einsatz im UV-Bereich.
Die Verbindung hat eine kubische Kristallstruktur vom Sillénit-Typ mit der Raumgruppe I23 (Raumgruppen-Nr. 197). Es besitzt eine Schmelztemperatur von 935 °C und einen Brechungsindex von 2,5476.